# Valluga
La Valluga est une montagne qui s’élève à 2 809 m d’altitude dans les Alpes de Lechtal, en Autriche.